# Darmoděj
Darmoděj (1988) je první dlouhohrající album Jaromíra Nohavici. Bylo nahráno na pražských koncertech v únoru 1987 a lednu a únoru 1988. Ze stejných koncertů také pochází nahrávky vydané ve stejném roce na dvě Extended Plays Písně pro V. V.. Jaromír Nohavica, autor textů i hudby všech písní, hraje na kytaru a zpívá, hostem na albu je Pepa Streichl, který přispěl foukací harmonikou v Zítra ráno v pět a navíc zpěvem v Ukolébavce pro Kubu a Lenku. Deska vyšla v nákladu 105 000 kusů a byla rozebrána.
V 90. letech 20. století se Jaromír Nohavica rozhodl nevydávat reedici alba, místo toho znovu nahrál velmi podobný výběr písní, který vyšel v roce 1995 s názvem Darmoděj a další v podobně graficky zpracovaném obalu.

## Název
Název Darmoděj Nohavica převzal z Šiktancovy básnické sbírky Adam a Eva (1968).

## Seznam písní
1. „Darmoděj“ – 4:10
2. „Ahoj slunko“ – 2:10
3. „Krajina po bitvě“ – 4:22
4. „Možná že se mýlím“ – 3:54
5. „Heřmánkové štěstí“ – 3:48
6. „Myš na konci léta“ – 2:37
7. „Husita“ – 4:42
8. „Přítel“ – 4:10
9. „Zítra ráno v pět“ – 2:40
10. „Kometa“ – 3:00
11. „Dokud se zpívá ještě se neumřelo“ – 3:00
12. „Ukolébavka pro Kubu a Lenku“ – 2:40

## Dokumentární film Darmoděj
Darmoděj je také název prvního dokumentárního filmu o Jaromíru Nohavicovi. Natočila ho Československá televize v roce 1991. Film je dlouhý 29 minut, režíroval ho Jaroslav Večeřa.